# Зебрано
Зебрано (зігана, зебравуд) — екзотична порода деревини, що отримується з дерев, що відносяться до роду Microberlinia (Microberlinia brazzavillensis і Microberlinia bisulcata). Широке поширення деревина отримала завдяки міцності та оригінальній крупній текстурі — візерунок зебрано нагадує розмальовку зебри, темні смуги на світлому фоні.
Деревину схожого забарвлення мають і інші дерева, наприклад гонсало альвес.

## Поширення
Дерева, що відносяться до роду Microberlinia проростають в Західній Африці, на території країн Габон, Камерун, Конго.

## Властивості зебрано
Ядро блідо-золотисте з вузькими смугами від темно-коричневого до чорного кольору, чітко відокремлене від дуже блідої заболоні. Також може бути блідо-коричневим з темно-коричневими плямами різного розміру.
Це важка і тверда деревина з дещо грубою текстурою, часто з пересіченими або хвилястими волокнами. Густина в сухому стані становить 750—800 кг/м³, твердість за Брінеллем — 4,1 кгс/мм. Як і у багатьох інших тропічних порід дерева, нерівність волокон може створити складнощі при обробці.

## Використання
Зебрано використовується для виготовлення фанери, для стінових панелей, меблів, інкрустацій, для токарних робіт, виготовлення шпону, підлогових покриттів, ексклюзивних предметів. Оскільки дерево досить тверде, з нього роблять лижі та ручки інструментів. Також з нього роблять вставки в більярдних київ. Це дерево часто застосовувалося у внутрішній обробці автомобілів Mercedes-Benz. Застосовується для виготовлення накладок на ручки пістолетів, а також як матеріал корпусу для гітар та укулеле.

## Питання захисту навколишнього середовища
Дерева роду Microberlinia визнані такими, що перебувають під загрозою зникнення в місцях свого природного зростання видами. Швидкозростаюча популярність цієї деревини на Заході викликала спроби відновлення кількості дерев, що не дає, однак, потрібного ефекту.